# القطون (السياني)

تعديل مصدري - تعديل

القطون محلة تابعة لقرية الشعوبة، التابعة لعزلة وادي سير بمديرية السياني إحدى مديريات محافظة إب في الجمهورية اليمنية، بلغ تعداد سكانها 23 حسب تعداد اليمن لعام 2004.